# Fenfluramina
Fenfluramina (łac. Fenfluraminum) – stymulująca substancja psychoaktywna używana jako lek wspomagający leczenie otyłości i przeciwdepresyjny. W 1973 została wprowadzona na rynek leków pod nazwą Pondimin, w formie racemicznej mieszaniny dekstrofenfluraminy i lewofenfluraminy. Substancja ta została zaprojektowana tak, aby podnosiła w mózgu poziom  serotoniny, neuroprzekaźnika który ma wpływ na nastrój i uczucie głodu. W 1997 fenfluramina została wycofana ze spisu leków ze względu na uboczne działanie szkodliwe na układ krwionośny. Może wywoływać nadciśnienie płucne, nadpobudliwość, pogorszenie pamięci, uszkodzenie wzroku i zastawek. W Polsce preparat deksfenfluraminy nosił nazwę Isolipan.